# The Early Years: 1990-1995
The Early Years: 1990-1995 è un album di raccolta del gruppo street punk statunitense The Casualties, pubblicato nel 2001.

## Tracce
1. Political Sin - 1:48
2. Destruction and Hate - 2:42
3. Ugly Bastards - 1:59
4. Bored and Glued - 1:40
5. Punk Rock Love - 2:00
6. 40oz Casualties - 1:45
7. Oi! Song - 1:29
8. 25 Years Too Late - 1:50
9. For the Punx - 2:43
10. Drinking is Our Way of Life - 2:29
11. Kill the Hippies - 1:30
12. No Life - 2:20
13. Two Faced - 1:56
14. Politicians - 2:16
15. Casualties - 1:44
16. Two Faced - 1:51
17. Fuck You All - 2:38

Tracce bonus
1. On the Streets (live) - 2:42
2. Ugly Bastards (live) - 2:02
3. Blind Following (live) - 1:18
4. Washed Up (live) - 2:01
5. Don't Tell the Truth (live) - 1:19
6. Oi! Song (live) - 1:39
7. 40oz Casualty (live) - 2:02
8. Rock and Roll Kids (live) - 1:28
9. Destruction and Hate (live) - 2:52
10. Punk Rock Love (live) - 1:58